# Kundmannia
Kundmannia és un gènere de plantes amb flors dins la família de les apiàcies. Conté 5 noms, incloent noms infraespecífics, dels quals només n'està acceptat un, el corresponent a K. sicula. En aquest sentit és un gènere monotípic. Són plantes pròpies de la regió mediterrània. Són herbes perennes erectes de 100 a 120 cm d'alt, de base llenyosa amb les fulles pinnatisectes. Les seves umbel·les són de 5 a 10 radis, floreix d'abril a juny amb flors grogues. Als Països Catalans es troba l'espècie de nom comú fonollassa (Kundmannia sicula) que apareix a Mallorca, Menorca i en el Penyal d'Ifac.
De la fonollassa se n'extreu un oli essencial.